# Bouro (Thiou)
Pour les articles homonymes, voir Bouro.
Bouro est une localité du Burkina Faso, située dans le département de Thiou, la province du Yatenga et la région du Nord, à proximité de la frontière avec le Mali. 

## Population
Lors du recensement de 2006, on y a dénombré 915 habitants. 

## Histoire
Dans la seconde moitié du XIXe siècle, Bouro est, en alternance avec Bango et Thiou, l'une des résidences des chefs Dialloubés.